# Mühltroff
Mühltroff – dzielnica miasta Pausa-Mühltroff w Niemczech, w kraju związkowym Saksonia, w powiecie Vogtland. Do 31 grudnia 2012 samodzielne miasto wchodzące w skład wspólnoty administracyjnej Pausa. Do 29 lutego 2012 należała do okręgu administracyjnego Chemnitz.
1 stycznia 2013 miasto zostało połączone z miastem Pausa/Vogtl. tworząc nowe miasto Pausa-Mühltroff.